# Sturzelbronn
Sturzelbronn – miejscowość i gmina we Francji, w regionie Grand Est, w departamencie Mozela.
Według danych na rok 1990 gminę zamieszkiwało 178 osób, a gęstość zaludnienia wynosiła 5 osób/km² (wśród 2335 gmin Lotaryngii Sturzelbronn plasuje się na 867. miejscu pod względem liczby ludności, natomiast pod względem powierzchni na miejscu 32.).